# Eleições legislativas portuguesas de 2022 no distrito de Faro
| Eleições legislativas portuguesas de 2022 Distritos: Aveiro \| Beja \| Braga \| Bragança \| Castelo Branco \| Coimbra \| Évora \| Faro \| Guarda \| Leiria \| Lisboa \| Portalegre \| Porto \| Santarém \| Setúbal \| Viana do Castelo \| Vila Real \| Viseu \| Açores \| Madeira \| Estrangeiro |

## Resultados por concelho
Os resultados nos concelhos do Distrito de Faro foram os seguintes:

### Albufeira
| Partido                 | Partido                        | Votos  | %               | +/-   |
| ----------------------- | ------------------------------ | ------ | --------------- | ----- |
|                         | Partido Socialista             | 5 966  | 35,10 / 100,00  | 1,47  |
|                         | Partido Social Democrata       | 4 532  | 26,66 / 100,00  | 1,26  |
|                         | CHEGA                          | 2 585  | 15,21 / 100,00  | 12,42 |
|                         | Iniciativa Liberal             | 913    | 5,37 / 100,00   | 4,33  |
|                         | Bloco de Esquerda              | 878    | 5,17 / 100,00   | 5,99  |
|                         | Coligação Democrática Unitária | 640    | 3,77 / 100,00   | 1,92  |
|                         | Pessoas–Animais–Natureza       | 420    | 2,47 / 100,00   | 3,03  |
|                         | CDS – Partido Popular          | 213    | 1,25 / 100,00   | 3,21  |
|                         | Outros (com menos de 1,00%)    | 461    | 2,70 / 100,00   |       |
| Votos Inválidos         | Votos Inválidos                | 389    | 2,29 / 100,00   | 2,38  |
| Total                   | Total                          | 16 997 | 100,00 / 100,00 |       |
| Eleitorado/Participação | Eleitorado/Participação        | 35 419 | 47,99 / 100,00  | 7,33  |

| Freguesia                 | %     | %     | %     | %    | %    | %    | %    | %    | Votantes |
| Freguesia                 | PS    | PSD   | CH    | IL   | BE   | CDU  | PAN  | CDS  | Votantes |
| ------------------------- | ----- | ----- | ----- | ---- | ---- | ---- | ---- | ---- | -------- |
| Freguesia                 |       |       |       |      |      |      |      |      | Votantes |
| Albufeira e Olhos de Água | 33,46 | 28,10 | 15,14 | 5,38 | 5,22 | 3,98 | 2,49 | 1,29 | 10 639   |
| Ferreiras                 | 37,62 | 23,34 | 15,86 | 4,98 | 5,15 | 4,21 | 2,39 | 1,58 | 2 969    |
| Guia                      | 36,79 | 26,48 | 15,27 | 6,66 | 4,86 | 2,27 | 2,43 | 0,90 | 1 892    |
| Paderne                   | 39,61 | 23,25 | 14,30 | 4,48 | 5,21 | 3,27 | 2,54 | 0,80 | 1 497    |
| Albufeira                 | 35,10 | 26,66 | 15,21 | 5,37 | 5,17 | 3,77 | 2,47 | 1,25 | 16 997   |

### Alcoutim
| Partido                 | Partido                        | Votos | %               | +/-  |
| ----------------------- | ------------------------------ | ----- | --------------- | ---- |
|                         | Partido Socialista             | 655   | 46,92 / 100,00  | 1,11 |
|                         | Partido Social Democrata       | 448   | 32,09 / 100,00  | 4,13 |
|                         | CHEGA                          | 97    | 6,95 / 100,00   | 5,98 |
|                         | Coligação Democrática Unitária | 67    | 4,80 / 100,00   | 0,55 |
|                         | Bloco de Esquerda              | 30    | 2,15 / 100,00   | 3,50 |
|                         | Iniciativa Liberal             | 19    | 1,36 / 100,00   | 1,29 |
|                         | Outros (com menos de 1,00%)    | 35    | 2,50 / 100,00   |      |
| Votos Inválidos         | Votos Inválidos                | 45    | 3,22 / 100,00   | 1,61 |
| Total                   | Total                          | 1 396 | 100,00 / 100,00 |      |
| Eleitorado/Participação | Eleitorado/Participação        | 2 358 | 59,20 / 100,00  | 2,95 |

| Freguesia          | %     | %     | %    | %    | %    | %    | Votantes |
| Freguesia          | PS    | PSD   | CH   | CDU  | BE   | IL   | Votantes |
| ------------------ | ----- | ----- | ---- | ---- | ---- | ---- | -------- |
| Freguesia          |       |       |      |      |      |      | Votantes |
| Alcoutim e Pereiro | 52,74 | 25,31 | 7,43 | 4,42 | 2,48 | 1,42 | 565      |
| Giões              | 37,38 | 41,12 | 5,61 | 7,48 | 1,87 | 0,93 | 107      |
| Martim Longo       | 38,01 | 39,38 | 7,80 | 6,04 | 2,34 | 1,56 | 513      |
| Vaqueiros          | 57,82 | 27,96 | 4,27 | 1,42 | 0,95 | 0,95 | 211      |
| Alcoutim           | 46,92 | 32,09 | 6,95 | 4,80 | 2,15 | 1,36 | 1 396    |

### Aljezur
| Partido                 | Partido                        | Votos | %               | +/-  |
| ----------------------- | ------------------------------ | ----- | --------------- | ---- |
|                         | Partido Socialista             | 963   | 43,38 / 100,00  | 2,29 |
|                         | Partido Social Democrata       | 461   | 20,77 / 100,00  | 5,71 |
|                         | CHEGA                          | 196   | 8,83 / 100,00   | 6,49 |
|                         | Coligação Democrática Unitária | 171   | 7,70 / 100,00   | 1,74 |
|                         | Bloco de Esquerda              | 136   | 6,13 / 100,00   | 4,79 |
|                         | Iniciativa Liberal             | 82    | 3,69 / 100,00   | 2,74 |
|                         | Pessoas–Animais–Natureza       | 53    | 2,39 / 100,00   | 2,95 |
|                         | LIVRE                          | 27    | 1,22 / 100,00   | 0,46 |
|                         | CDS – Partido Popular          | 23    | 1,04 / 100,00   | 2,11 |
|                         | Outros (com menos de 1,00%)    | 46    | 2,07 / 100,00   |      |
| Votos Inválidos         | Votos Inválidos                | 62    | 2,79 / 100,00   | 2,31 |
| Total                   | Total                          | 2 220 | 100,00 / 100,00 |      |
| Eleitorado/Participação | Eleitorado/Participação        | 4 096 | 54,20 / 100,00  | 2,73 |

| Freguesia | %     | %     | %     | %     | %    | %    | %    | %    | %    | Votantes |
| Freguesia | PS    | PSD   | CH    | CDU   | BE   | IL   | PAN  | L    | CDS  | Votantes |
| --------- | ----- | ----- | ----- | ----- | ---- | ---- | ---- | ---- | ---- | -------- |
| Freguesia |       |       |       |       |      |      |      |      |      | Votantes |
| Aljezur   | 41,88 | 21,74 | 10,03 | 6,12  | 6,92 | 3,64 | 2,57 | 2,04 | 0,80 | 1 127    |
| Bordeira  | 45,64 | 26,17 | 7,38  | 5,37  | 3,36 | 1,34 | 2,68 | 0,67 | 2,01 | 149      |
| Odeceixe  | 43,91 | 16,96 | 6,96  | 13,48 | 5,87 | 5,43 | 1,30 | 0,22 | 1,09 | 460      |
| Rogil     | 45,66 | 20,45 | 8,26  | 6,61  | 5,37 | 2,89 | 2,89 | 0,41 | 1,24 | 484      |
| Aljezur   | 43,38 | 20,77 | 8,83  | 7,70  | 6,13 | 3,69 | 2,39 | 1,22 | 1,04 | 2 220    |

### Castro Marim
| Partido                 | Partido                        | Votos | %               | +/-   |
| ----------------------- | ------------------------------ | ----- | --------------- | ----- |
|                         | Partido Socialista             | 1 283 | 43,20 / 100,00  | 0,05  |
|                         | Partido Social Democrata       | 757   | 25,49 / 100,00  | 1,87  |
|                         | CHEGA                          | 421   | 14,18 / 100,00  | 12,40 |
|                         | Bloco de Esquerda              | 129   | 4,34 / 100,00   | 6,24  |
|                         | Coligação Democrática Unitária | 104   | 3,50 / 100,00   | 2,81  |
|                         | Iniciativa Liberal             | 89    | 3,00 / 100,00   | 2,74  |
|                         | Pessoas–Animais–Natureza       | 34    | 1,14 / 100,00   | 1,83  |
|                         | Outros (com menos de 1,00%)    | 79    | 2,66 / 100,00   |       |
| Votos Inválidos         | Votos Inválidos                | 74    | 2,49 / 100,00   | 1,11  |
| Total                   | Total                          | 2 970 | 100,00 / 100,00 |       |
| Eleitorado/Participação | Eleitorado/Participação        | 5 746 | 51,69 / 100,00  | 4,83  |

| Freguesia    | %     | %     | %     | %    | %    | %    | %    | Votantes |
| Freguesia    | PS    | PSD   | CH    | BE   | CDU  | IL   | PAN  | Votantes |
| ------------ | ----- | ----- | ----- | ---- | ---- | ---- | ---- | -------- |
| Freguesia    |       |       |       |      |      |      |      | Votantes |
| Altura       | 42,84 | 25,29 | 12,12 | 5,34 | 4,01 | 3,72 | 1,53 | 1 048    |
| Azinhal      | 45,06 | 27,47 | 10,73 | 3,00 | 4,72 | 3,00 | 0,43 | 233      |
| Castro Marim | 42,44 | 24,81 | 15,89 | 4,32 | 3,00 | 3,00 | 1,18 | 1 435    |
| Odeleite     | 47,24 | 28,35 | 16,14 | 1,57 | 3,15 | 0    | 0    | 254      |
| Castro Marim | 43,20 | 25,49 | 14,18 | 4,34 | 3,50 | 3,00 | 1,14 | 2 970    |

### Faro
| Partido                 | Partido                        | Votos  | %               | +/-  |
| ----------------------- | ------------------------------ | ------ | --------------- | ---- |
|                         | Partido Socialista             | 12 723 | 40,39 / 100,00  | 4,86 |
|                         | Partido Social Democrata       | 8 003  | 25,41 / 100,00  | 1,57 |
|                         | CHEGA                          | 3 037  | 9,64 / 100,00   | 7,74 |
|                         | Bloco de Esquerda              | 1 961  | 6,23 / 100,00   | 6,82 |
|                         | Iniciativa Liberal             | 1 686  | 5,35 / 100,00   | 4,33 |
|                         | Coligação Democrática Unitária | 1 556  | 4,94 / 100,00   | 2,23 |
|                         | Pessoas–Animais–Natureza       | 701    | 2,23 / 100,00   | 2,82 |
|                         | LIVRE                          | 397    | 1,26 / 100,00   | 0,33 |
|                         | Outros (com menos de 1,00%)    | 793    | 2,53 / 100,00   |      |
| Votos Inválidos         | Votos Inválidos                | 640    | 2,03 / 100,00   | 2,09 |
| Total                   | Total                          | 31 497 | 100,00 / 100,00 |      |
| Eleitorado/Participação | Eleitorado/Participação        | 56 662 | 55,59 / 100,00  | 5,07 |

| Freguesia             | %     | %     | %     | %    | %    | %    | %    | %    | Votantes |
| Freguesia             | PS    | PSD   | CH    | BE   | IL   | CDU  | PAN  | L    | Votantes |
| --------------------- | ----- | ----- | ----- | ---- | ---- | ---- | ---- | ---- | -------- |
| Freguesia             |       |       |       |      |      |      |      |      | Votantes |
| Conceição e Estoi     | 42,23 | 23,08 | 13,64 | 4,91 | 3,05 | 5,16 | 2,03 | 1,20 | 3 505    |
| Faro (Sé e São Pedro) | 41,02 | 25,32 | 8,86  | 6,49 | 5,49 | 4,84 | 2,25 | 1,29 | 21 846   |
| Montenegro            | 35,75 | 28,50 | 9,60  | 6,08 | 7,40 | 3,79 | 2,49 | 1,17 | 4 540    |
| Santa Bárbara de Nexe | 41,03 | 22,91 | 11,64 | 5,98 | 2,68 | 9,03 | 1,62 | 1,25 | 1 606    |
| Faro                  | 40,39 | 25,41 | 9,64  | 6,23 | 5,35 | 4,94 | 2,23 | 1,26 | 31 497   |

### Lagoa
| Partido                 | Partido                        | Votos  | %               | +/-   |
| ----------------------- | ------------------------------ | ------ | --------------- | ----- |
|                         | Partido Socialista             | 4 156  | 40,16 / 100,00  | 2,31  |
|                         | Partido Social Democrata       | 2 331  | 22,53 / 100,00  | 2,08  |
|                         | CHEGA                          | 1 565  | 15,12 / 100,00  | 12,30 |
|                         | Bloco de Esquerda              | 557    | 5,38 / 100,00   | 7,06  |
|                         | Iniciativa Liberal             | 473    | 4,57 / 100,00   | 3,95  |
|                         | Coligação Democrática Unitária | 435    | 4,20 / 100,00   | 2,33  |
|                         | Pessoas–Animais–Natureza       | 204    | 1,97 / 100,00   | 3,19  |
|                         | LIVRE                          | 109    | 1,05 / 100,00   | 0,24  |
|                         | CDS – Partido Popular          | 106    | 1,02 / 100,00   | 2,64  |
|                         | Outros (com menos de 1,00%)    | 191    | 1,83 / 100,00   |       |
| Votos Inválidos         | Votos Inválidos                | 221    | 2,14 / 100,00   | 2,13  |
| Total                   | Total                          | 10 348 | 100,00 / 100,00 |       |
| Eleitorado/Participação | Eleitorado/Participação        | 18 780 | 55,10 / 100,00  | 7,55  |

| Freguesia          | %     | %     | %     | %    | %    | %    | %    | %    | %    | Votantes |
| Freguesia          | PS    | PSD   | CH    | BE   | IL   | CDU  | PAN  | L    | CDS  | Votantes |
| ------------------ | ----- | ----- | ----- | ---- | ---- | ---- | ---- | ---- | ---- | -------- |
| Freguesia          |       |       |       |      |      |      |      |      |      | Votantes |
| Estômbar e Parchal | 40,19 | 18,99 | 17,03 | 6,29 | 4,28 | 5,00 | 2,21 | 1,06 | 1,06 | 4 439    |
| Ferragudo          | 47,19 | 18,25 | 13,32 | 6,20 | 3,79 | 4,94 | 1,03 | 0,92 | 0,46 | 871      |
| Lagoa e Carvoeiro  | 39,15 | 25,91 | 13,62 | 4,47 | 5,21 | 3,54 | 1,90 | 1,12 | 0,97 | 4 207    |
| Porches            | 37,79 | 28,76 | 14,44 | 4,33 | 3,73 | 2,53 | 2,05 | 0,84 | 1,68 | 831      |
| Lagoa              | 40,16 | 22,53 | 15,12 | 5,38 | 4,57 | 4,20 | 1,97 | 1,05 | 1,02 | 10 348   |

### Lagos
| Partido                 | Partido                        | Votos  | %               | +/-  |
| ----------------------- | ------------------------------ | ------ | --------------- | ---- |
|                         | Partido Socialista             | 4 890  | 41,20 / 100,00  | 2,39 |
|                         | Partido Social Democrata       | 2 703  | 22,78 / 100,00  | 4,18 |
|                         | CHEGA                          | 1 172  | 9,88 / 100,00   | 8,28 |
|                         | Bloco de Esquerda              | 790    | 6,66 / 100,00   | 6,90 |
|                         | Coligação Democrática Unitária | 681    | 5,74 / 100,00   | 1,68 |
|                         | Iniciativa Liberal             | 508    | 4,28 / 100,00   | 3,41 |
|                         | Pessoas–Animais–Natureza       | 324    | 2,73 / 100,00   | 2,26 |
|                         | LIVRE                          | 162    | 1,37 / 100,00   | 0,05 |
|                         | CDS – Partido Popular          | 126    | 1,06 / 100,00   | 2,17 |
|                         | Outros (com menos de 1,00%)    | 223    | 1,88 / 100,00   |      |
| Votos Inválidos         | Votos Inválidos                | 289    | 2,44 / 100,00   | 2,25 |
| Total                   | Total                          | 11 868 | 100,00 / 100,00 |      |
| Eleitorado/Participação | Eleitorado/Participação        | 23 886 | 49,69 / 100,00  | 4,77 |

| Freguesia                     | %     | %     | %     | %    | %    | %    | %    | %    | %    | Votantes |
| Freguesia                     | PS    | PSD   | CH    | BE   | CDU  | IL   | PAN  | L    | CDS  | Votantes |
| ----------------------------- | ----- | ----- | ----- | ---- | ---- | ---- | ---- | ---- | ---- | -------- |
| Freguesia                     |       |       |       |      |      |      |      |      |      | Votantes |
| Bensafrim e Barão de São João | 48,56 | 16,97 | 10,25 | 5,23 | 6,30 | 3,63 | 2,13 | 1,39 | 0,96 | 937      |
| Luz                           | 39,48 | 23,20 | 10,91 | 6,15 | 5,19 | 5,02 | 2,60 | 0,87 | 0,69 | 1 155    |
| Odiáxere                      | 45,59 | 19,06 | 11,84 | 6,06 | 5,88 | 3,21 | 1,87 | 0,62 | 1,60 | 1 123    |
| São Gonçalo de Lagos          | 40,07 | 23,83 | 9,44  | 6,96 | 5,73 | 4,39 | 2,92 | 1,53 | 1,05 | 8 653    |
| Lagos                         | 41,20 | 22,78 | 9,88  | 6,66 | 5,74 | 4,28 | 2,73 | 1,37 | 1,06 | 11 868   |

### Loulé
| Partido                 | Partido                        | Votos  | %               | +/-   |
| ----------------------- | ------------------------------ | ------ | --------------- | ----- |
|                         | Partido Socialista             | 10 958 | 38,19 / 100,00  | 0,86  |
|                         | Partido Social Democrata       | 7 950  | 27,71 / 100,00  | 0,60  |
|                         | CHEGA                          | 3 565  | 12,43 / 100,00  | 10,43 |
|                         | Iniciativa Liberal             | 1 511  | 5,27 / 100,00   | 4,34  |
|                         | Bloco de Esquerda              | 1 427  | 4,97 / 100,00   | 4,56  |
|                         | Coligação Democrática Unitária | 899    | 3,13 / 100,00   | 0,98  |
|                         | Pessoas–Animais–Natureza       | 608    | 2,12 / 100,00   | 2,60  |
|                         | LIVRE                          | 295    | 1,03 / 100,00   | 0,08  |
|                         | Outros (com menos de 1,00%)    | 774    | 2,71 / 100,00   |       |
| Votos Inválidos         | Votos Inválidos                | 703    | 2,45 / 100,00   | 2,72  |
| Total                   | Total                          | 28 690 | 100,00 / 100,00 |       |
| Eleitorado/Participação | Eleitorado/Participação        | 60 277 | 47,60 / 100,00  | 4,80  |

| Freguesia               | %     | %     | %     | %    | %    | %    | %    | %    | Votantes |
| Freguesia               | PS    | PSD   | CH    | IL   | BE   | CDU  | PAN  | L    | Votantes |
| ----------------------- | ----- | ----- | ----- | ---- | ---- | ---- | ---- | ---- | -------- |
| Freguesia               |       |       |       |      |      |      |      |      | Votantes |
| Almancil                | 40,08 | 27,30 | 11,58 | 4,61 | 4,28 | 2,85 | 2,44 | 0,69 | 3 645    |
| Alte                    | 51,53 | 21,04 | 7,86  | 2,40 | 5,19 | 5,06 | 1,20 | 0,67 | 751      |
| Ameixial                | 53,62 | 31,88 | 6,76  | 0,48 | 0,97 | 2,90 | 0,97 | 0    | 207      |
| Boliqueime              | 35,10 | 30,48 | 14,11 | 5,36 | 4,23 | 2,46 | 2,02 | 0,79 | 2 034    |
| Loulé (São Clemente)    | 40,35 | 24,05 | 11,95 | 5,68 | 5,75 | 3,46 | 2,43 | 1,36 | 7 856    |
| Loulé (São Sebastião)   | 37,12 | 29,10 | 11,37 | 4,51 | 5,08 | 3,45 | 2,04 | 1,16 | 3 192    |
| Quarteira               | 33,51 | 30,91 | 14,31 | 6,36 | 4,91 | 2,59 | 2,10 | 0,98 | 8 762    |
| Querença, Tôr e Benafim | 43,44 | 25,96 | 10,97 | 3,39 | 4,28 | 4,37 | 1,16 | 1,07 | 1 121    |
| Salir                   | 45,19 | 26,20 | 9,27  | 2,67 | 4,63 | 3,83 | 1,25 | 0,62 | 1 122    |
| Loulé                   | 38,19 | 27,71 | 12,43 | 5,27 | 4,97 | 3,13 | 2,12 | 1,03 | 28 690   |

### Monchique
| Partido                 | Partido                        | Votos | %               | +/-   |
| ----------------------- | ------------------------------ | ----- | --------------- | ----- |
|                         | Partido Socialista             | 1 335 | 48,85 / 100,00  | 10,56 |
|                         | Partido Social Democrata       | 696   | 25,47 / 100,00  | 0,98  |
|                         | CHEGA                          | 160   | 5,85 / 100,00   | 4,97  |
|                         | Coligação Democrática Unitária | 147   | 5,38 / 100,00   | 1,92  |
|                         | Bloco de Esquerda              | 113   | 4,13 / 100,00   | 6,24  |
|                         | Iniciativa Liberal             | 59    | 2,16 / 100,00   | 1,49  |
|                         | CDS – Partido Popular          | 39    | 1,43 / 100,00   | 1,82  |
|                         | Pessoas–Animais–Natureza       | 33    | 1,21 / 100,00   | 1,61  |
|                         | Outros (com menos de 1,00%)    | 62    | 2,27 / 100,00   |       |
| Votos Inválidos         | Votos Inválidos                | 89    | 3,26 / 100,00   | 3,05  |
| Total                   | Total                          | 2 733 | 100,00 / 100,00 |       |
| Eleitorado/Participação | Eleitorado/Participação        | 4 449 | 61,43 / 100,00  | 0,71  |

| Freguesia | %     | %     | %    | %    | %    | %    | %    | %    | Votantes |
| Freguesia | PS    | PSD   | CH   | CDU  | BE   | IL   | CDS  | PAN  | Votantes |
| --------- | ----- | ----- | ---- | ---- | ---- | ---- | ---- | ---- | -------- |
| Freguesia |       |       |      |      |      |      |      |      | Votantes |
| Alferce   | 50,27 | 28,65 | 3,24 | 2,70 | 3,78 | 1,08 | 2,16 | 1,08 | 185      |
| Marmelete | 45,22 | 34,20 | 4,93 | 3,77 | 4,06 | 3,48 | 0,29 | 0,29 | 345      |
| Monchique | 49,30 | 23,83 | 6,22 | 5,86 | 4,18 | 2,04 | 1,54 | 1,36 | 2 203    |
| Monchique | 48,85 | 25,47 | 5,85 | 5,38 | 4,13 | 2,16 | 1,43 | 1,21 | 2 733    |

### Olhão
| Partido                 | Partido                        | Votos  | %               | +/-   |
| ----------------------- | ------------------------------ | ------ | --------------- | ----- |
|                         | Partido Socialista             | 7 396  | 41,22 / 100,00  | 3,96  |
|                         | Partido Social Democrata       | 3 704  | 20,64 / 100,00  | 1,63  |
|                         | CHEGA                          | 2 476  | 13,80 / 100,00  | 11,58 |
|                         | Bloco de Esquerda              | 1 119  | 6,24 / 100,00   | 7,78  |
|                         | Coligação Democrática Unitária | 847    | 4,72 / 100,00   | 2,55  |
|                         | Iniciativa Liberal             | 780    | 4,35 / 100,00   | 3,80  |
|                         | Pessoas–Animais–Natureza       | 484    | 2,70 / 100,00   | 2,67  |
|                         | CDS – Partido Popular          | 245    | 1,37 / 100,00   | 2,68  |
|                         | Outros (com menos de 1,00%)    | 471    | 2,61 / 100,00   |       |
| Votos Inválidos         | Votos Inválidos                | 421    | 2,34 / 100,00   | 1,84  |
| Total                   | Total                          | 17 943 | 100,00 / 100,00 |       |
| Eleitorado/Participação | Eleitorado/Participação        | 37 411 | 47,96 / 100,00  | 4,95  |

| Freguesia             | %     | %     | %     | %    | %    | %    | %    | %    | Votantes |
| Freguesia             | PS    | PSD   | CH    | BE   | CDU  | IL   | PAN  | CDS  | Votantes |
| --------------------- | ----- | ----- | ----- | ---- | ---- | ---- | ---- | ---- | -------- |
| Freguesia             |       |       |       |      |      |      |      |      | Votantes |
| Moncarapacho e Fuseta | 40,55 | 23,66 | 13,35 | 5,68 | 4,25 | 3,21 | 2,17 | 1,48 | 3 926    |
| Olhão                 | 44,17 | 17,83 | 13,00 | 6,44 | 4,96 | 4,39 | 3,08 | 1,27 | 5 447    |
| Pechão                | 35,47 | 22,97 | 14,96 | 8,13 | 4,80 | 4,74 | 2,89 | 0,80 | 1 624    |
| Quelfes               | 40,63 | 20,60 | 14,41 | 5,95 | 4,78 | 4,87 | 2,65 | 1,51 | 6 946    |
| Olhão                 | 41,22 | 20,64 | 13,80 | 6,24 | 4,72 | 4,35 | 2,70 | 1,37 | 17 943   |

### Portimão
| Partido                 | Partido                        | Votos  | %               | +/-   |
| ----------------------- | ------------------------------ | ------ | --------------- | ----- |
|                         | Partido Socialista             | 9 703  | 37,27 / 100,00  | 2,65  |
|                         | Partido Social Democrata       | 6 196  | 23,80 / 100,00  | 2,58  |
|                         | CHEGA                          | 3 698  | 14,20 / 100,00  | 11,91 |
|                         | Bloco de Esquerda              | 1 723  | 6,62 / 100,00   | 8,05  |
|                         | Iniciativa Liberal             | 1 383  | 5,31 / 100,00   | 4,39  |
|                         | Coligação Democrática Unitária | 1 101  | 4,23 / 100,00   | 2,19  |
|                         | Pessoas–Animais–Natureza       | 609    | 2,34 / 100,00   | 3,07  |
|                         | CDS – Partido Popular          | 358    | 1,37 / 100,00   | 2,84  |
|                         | LIVRE                          | 279    | 1,07 / 100,00   | 0,11  |
|                         | Outros (com menos de 1,00%)    | 451    | 1,78 / 100,00   |       |
| Votos Inválidos         | Votos Inválidos                | 526    | 2,02 / 100,00   | 2,19  |
| Total                   | Total                          | 26 037 | 100,00 / 100,00 |       |
| Eleitorado/Participação | Eleitorado/Participação        | 49 570 | 52,53 / 100,00  | 6,93  |

| Freguesia          | %     | %     | %     | %    | %    | %    | %    | %    | %    | Votantes |
| Freguesia          | PS    | PSD   | CH    | BE   | IL   | CDU  | PAN  | CDS  | L    | Votantes |
| ------------------ | ----- | ----- | ----- | ---- | ---- | ---- | ---- | ---- | ---- | -------- |
| Freguesia          |       |       |       |      |      |      |      |      |      | Votantes |
| Alvor              | 37,31 | 23,82 | 13,66 | 6,37 | 6,37 | 4,47 | 2,30 | 1,42 | 0,98 | 2 951    |
| Mexilhoeira Grande | 43,49 | 17,91 | 13,57 | 6,83 | 4,09 | 4,69 | 2,00 | 1,55 | 0,90 | 2 005    |
| Portimão           | 36,67 | 24,35 | 14,34 | 6,63 | 5,28 | 4,15 | 2,38 | 1,35 | 1,10 | 21 081   |
| Portimão           | 37,27 | 23,80 | 14,20 | 6,62 | 5,31 | 4,23 | 2,34 | 1,37 | 1,07 | 26 037   |

### São Brás de Alportel
| Partido                 | Partido                        | Votos | %               | +/-  |
| ----------------------- | ------------------------------ | ----- | --------------- | ---- |
|                         | Partido Socialista             | 1 950 | 40,08 / 100,00  | 1,35 |
|                         | Partido Social Democrata       | 1 349 | 27,73 / 100,00  | 2,83 |
|                         | CHEGA                          | 530   | 10,89 / 100,00  | 8,68 |
|                         | Bloco de Esquerda              | 254   | 5,22 / 100,00   | 6,08 |
|                         | Iniciativa Liberal             | 207   | 4,25 / 100,00   | 3,37 |
|                         | Coligação Democrática Unitária | 194   | 3,99 / 100,00   | 1,46 |
|                         | Pessoas–Animais–Natureza       | 85    | 1,75 / 100,00   | 1,56 |
|                         | CDS – Partido Popular          | 51    | 1,05 / 100,00   | 2,46 |
|                         | Outros (com menos de 1,00%)    | 117   | 2,41 / 100,00   |      |
| Votos Inválidos         | Votos Inválidos                | 128   | 2,63 / 100,00   | 2,45 |
| Total                   | Total                          | 4 865 | 100,00 / 100,00 |      |
| Eleitorado/Participação | Eleitorado/Participação        | 9 233 | 52,69 / 100,00  | 3,47 |

| Freguesia            | %     | %     | %     | %    | %    | %    | %    | %    | Votantes |
| Freguesia            | PS    | PSD   | CH    | BE   | IL   | CDU  | PAN  | CDS  | Votantes |
| -------------------- | ----- | ----- | ----- | ---- | ---- | ---- | ---- | ---- | -------- |
| Freguesia            |       |       |       |      |      |      |      |      | Votantes |
| São Brás de Alportel | 40,08 | 27,73 | 10,89 | 5,22 | 4,25 | 3,99 | 1,75 | 1,05 | 4 865    |
| São Brás de Alportel | 40,08 | 27,73 | 10,89 | 5,22 | 4,25 | 3,99 | 1,75 | 1,05 | 4 865    |

### Silves
| Partido                 | Partido                        | Votos  | %               | +/-   |
| ----------------------- | ------------------------------ | ------ | --------------- | ----- |
|                         | Partido Socialista             | 6 150  | 38,95 / 100,00  | 4,84  |
|                         | Partido Social Democrata       | 3 340  | 21,15 / 100,00  | 2,00  |
|                         | CHEGA                          | 2 138  | 13,54 / 100,00  | 11,13 |
|                         | Coligação Democrática Unitária | 1 368  | 8,66 / 100,00   | 4,53  |
|                         | Bloco de Esquerda              | 852    | 5,40 / 100,00   | 6,25  |
|                         | Iniciativa Liberal             | 650    | 4,12 / 100,00   | 3,45  |
|                         | Pessoas–Animais–Natureza       | 293    | 1,86 / 100,00   | 2,46  |
|                         | LIVRE                          | 176    | 1,11 / 100,00   | 0,21  |
|                         | Outros (com menos de 1,00%)    | 439    | 2,78 / 100,00   |       |
| Votos Inválidos         | Votos Inválidos                | 383    | 2,42 / 100,00   | 2,95  |
| Total                   | Total                          | 15 789 | 100,00 / 100,00 |       |
| Eleitorado/Participação | Eleitorado/Participação        | 30 353 | 52,02 / 100,00  | 4,36  |

| Freguesia                  | %     | %     | %     | %     | %    | %    | %    | %    | Votantes |
| Freguesia                  | PS    | PSD   | CH    | CDU   | BE   | IL   | PAN  | L    | Votantes |
| -------------------------- | ----- | ----- | ----- | ----- | ---- | ---- | ---- | ---- | -------- |
| Freguesia                  |       |       |       |       |      |      |      |      | Votantes |
| Alcantarilha e Pêra        | 38,82 | 22,92 | 13,22 | 6,82  | 5,55 | 4,52 | 1,98 | 1,18 | 2 125    |
| Algoz e Tunes              | 37,98 | 21,47 | 15,86 | 4,89  | 6,08 | 4,31 | 2,61 | 1,19 | 2 762    |
| Armação de Pêra            | 35,73 | 28,72 | 14,99 | 4,59  | 4,86 | 4,50 | 1,78 | 0,89 | 2 242    |
| São Bartolomeu de Messines | 40,38 | 17,77 | 13,82 | 10,95 | 5,32 | 3,01 | 1,73 | 1,10 | 3 460    |
| São Marcos da Serra        | 46,52 | 20,43 | 9,78  | 11,52 | 3,70 | 0,65 | 0,43 | 0,65 | 460      |
| Silves                     | 39,32 | 19,14 | 11,81 | 11,67 | 5,40 | 4,79 | 1,62 | 1,20 | 4 740    |
| Silves                     | 38,95 | 21,15 | 13,54 | 8,66  | 5,40 | 4,12 | 1,86 | 1,11 | 15 789   |

### Tavira
| Partido                 | Partido                        | Votos  | %               | +/-  |
| ----------------------- | ------------------------------ | ------ | --------------- | ---- |
|                         | Partido Socialista             | 4 969  | 43,20 / 100,00  | 3,98 |
|                         | Partido Social Democrata       | 2 994  | 26,03 / 100,00  | 3,74 |
|                         | CHEGA                          | 1 209  | 10,51 / 100,00  | 8,89 |
|                         | Bloco de Esquerda              | 662    | 5,76 / 100,00   | 6,66 |
|                         | Coligação Democrática Unitária | 416    | 3,62 / 100,00   | 1,81 |
|                         | Iniciativa Liberal             | 411    | 3,57 / 100,00   | 2,76 |
|                         | Pessoas–Animais–Natureza       | 167    | 1,45 / 100,00   | 2,36 |
|                         | LIVRE                          | 138    | 1,20 / 100,00   | 0,29 |
|                         | Outros (com menos de 1,00%)    | 261    | 2,27 / 100,00   |      |
| Votos Inválidos         | Votos Inválidos                | 275    | 2,39 / 100,00   | 2,81 |
| Total                   | Total                          | 11 502 | 100,00 / 100,00 |      |
| Eleitorado/Participação | Eleitorado/Participação        | 21 376 | 53,81 / 100,00  | 4,78 |

| Freguesia                        | %     | %     | %     | %    | %    | %    | %    | %    | Votantes |
| Freguesia                        | PS    | PSD   | CH    | BE   | CDU  | IL   | PAN  | L    | Votantes |
| -------------------------------- | ----- | ----- | ----- | ---- | ---- | ---- | ---- | ---- | -------- |
| Freguesia                        |       |       |       |      |      |      |      |      | Votantes |
| Cachopo                          | 42,80 | 42,80 | 4,40  | 0    | 2,80 | 0,40 | 0,80 | 0,40 | 250      |
| Conceição e Cabanas de Tavira    | 42,98 | 25,52 | 10,21 | 6,30 | 3,35 | 4,70 | 1,36 | 0,64 | 1 254    |
| Luz de Tavira e Santo Estêvão    | 44,77 | 22,36 | 11,15 | 6,63 | 3,26 | 3,47 | 1,21 | 0,95 | 1 901    |
| Santa Catarina da Fonte do Bispo | 52,32 | 23,71 | 7,90  | 3,27 | 2,72 | 2,86 | 1,23 | 1,23 | 734      |
| Santa Luzia                      | 47,57 | 20,53 | 9,15  | 6,24 | 5,13 | 2,77 | 1,11 | 1,39 | 721      |
| Tavira (Santa Maria e Santiago)  | 41,33 | 27,40 | 11,05 | 5,84 | 3,73 | 3,67 | 1,63 | 1,39 | 6 642    |
| Tavira                           | 43,20 | 26,03 | 10,51 | 5,76 | 3,62 | 3,57 | 1,45 | 1,20 | 11 502   |

### Vila do Bispo
| Partido                 | Partido                        | Votos | %               | +/-  |
| ----------------------- | ------------------------------ | ----- | --------------- | ---- |
|                         | Partido Socialista             | 940   | 42,88 / 100,00  | 2,81 |
|                         | Partido Social Democrata       | 553   | 24,32 / 100,00  | 6,37 |
|                         | CHEGA                          | 181   | 8,26 / 100,00   | 3,83 |
|                         | Bloco de Esquerda              | 156   | 7,12 / 100,00   | 4,87 |
|                         | Coligação Democrática Unitária | 141   | 6,43 / 100,00   | 0,47 |
|                         | Iniciativa Liberal             | 72    | 3,28 / 100,00   | 2,29 |
|                         | Pessoas–Animais–Natureza       | 44    | 2,01 / 100,00   | 2,42 |
|                         | LIVRE                          | 25    | 1,14 / 100,00   | 0,26 |
|                         | Outros (com menos de 1,00%)    | 54    | 2,47 / 100,00   |      |
| Votos Inválidos         | Votos Inválidos                | 46    | 2,10 / 100,00   | 3,43 |
| Total                   | Total                          | 2 192 | 100,00 / 100,00 |      |
| Eleitorado/Participação | Eleitorado/Participação        | 3 903 | 56,16 / 100,00  | 9,41 |

| Freguesia                 | %     | %     | %    | %    | %    | %    | %    | %    | Votantes |
| Freguesia                 | PS    | PSD   | CH   | BE   | CDU  | IL   | PAN  | L    | Votantes |
| ------------------------- | ----- | ----- | ---- | ---- | ---- | ---- | ---- | ---- | -------- |
| Freguesia                 |       |       |      |      |      |      |      |      | Votantes |
| Barão de São Miguel       | 45,36 | 19,67 | 6,01 | 5,46 | 6,56 | 2,73 | 4,92 | 2,19 | 183      |
| Budens                    | 43,78 | 24,19 | 6,81 | 7,67 | 6,64 | 3,58 | 1,02 | 0,68 | 587      |
| Sagres                    | 43,02 | 25,06 | 8,98 | 5,11 | 7,11 | 3,62 | 2,87 | 0,62 | 802      |
| Vila do Bispo e Raposeira | 41,13 | 24,84 | 9,35 | 9,68 | 5,32 | 2,74 | 0,97 | 1,94 | 620      |
| Vila do Bispo             | 42,88 | 24,32 | 8,26 | 7,12 | 6,43 | 3,28 | 2,01 | 1,14 | 2 192    |

### Vila Real de Santo António
| Partido                 | Partido                        | Votos  | %               | +/-   |
| ----------------------- | ------------------------------ | ------ | --------------- | ----- |
|                         | Partido Socialista             | 3 703  | 46,76 / 100,00  | 6,67  |
|                         | Partido Social Democrata       | 1 474  | 18,61 / 100,00  | 1,89  |
|                         | CHEGA                          | 958    | 12,10 / 100,00  | 10,16 |
|                         | Coligação Democrática Unitária | 612    | 7,73 / 100,00   | 4,83  |
|                         | Bloco de Esquerda              | 439    | 5,54 / 100,00   | 7,70  |
|                         | Iniciativa Liberal             | 199    | 2,51 / 100,00   | 2,14  |
|                         | Pessoas–Animais–Natureza       | 149    | 1,88 / 100,00   | 1,56  |
|                         | Outros (com menos de 1,00%)    | 249    | 3,15 / 100,00   |       |
| Votos Inválidos         | Votos Inválidos                | 137    | 1,73 / 100,00   | 1,89  |
| Total                   | Total                          | 7 920  | 100,00 / 100,00 |       |
| Eleitorado/Participação | Eleitorado/Participação        | 16 852 | 47,00 / 100,00  | 6,33  |

| Freguesia                  | %     | %     | %     | %    | %    | %    | %    | Votantes |
| Freguesia                  | PS    | PSD   | CH    | CDU  | BE   | IL   | PAN  | Votantes |
| -------------------------- | ----- | ----- | ----- | ---- | ---- | ---- | ---- | -------- |
| Freguesia                  |       |       |       |      |      |      |      | Votantes |
| Monte Gordo                | 47,50 | 18,34 | 13,57 | 7,68 | 5,89 | 1,86 | 1,42 | 1 341    |
| Vila Nova de Cacela        | 45,78 | 22,45 | 12,17 | 4,84 | 5,14 | 2,66 | 1,48 | 1 693    |
| Vila Real de Santo António | 46,89 | 17,36 | 11,67 | 8,74 | 5,59 | 2,64 | 2,15 | 4 886    |
| Vila Real de Santo António | 46,76 | 18,61 | 12,10 | 7,73 | 5,54 | 2,51 | 1,88 | 7 920    |

## Lista de Deputados Eleitos
A lista apresentada é conforme a aplicação do Método D'Hondt:
| N.º | Nome                                    | Partido | Partido                  | Quociente  |
| --- | --------------------------------------- | ------- | ------------------------ | ---------- |
| 1   | Jamila Madeira                          |         | Partido Socialista       | 77740      |
| 2   | Luís Filipe Soromenho Gomes             |         | Partido Social Democrata | 47471      |
| 3   | Jorge Manuel Nascimento Botelho         |         | Partido Socialista       | 38870      |
| 4   | Luís Miguel da Graça Nunes              |         | Partido Socialista       | 25913,3333 |
| 5   | Pedro Soares Pinto                      |         | CHEGA                    | 23988      |
| 6   | Rui Celestino dos Santos Cristina       |         | Partido Social Democrata | 23735,5    |
| 7   | Isabel Cristina Andrez Guerreiro Bica   |         | Partido Socialista       | 19435      |
| 8   | Ofélia Isabel Andrés da Conceição Ramos |         | Partido Social Democrata | 15823,6667 |
| 9   | Francisco José Pereira Oliveira         |         | Partido Socialista       | 15548      |